# جورج گلیستر
جورج گلیستر (انگلیسی: George Glaister; ۱۸ مهٔ ۱۹۱۸ – ۱۹۶۶ (۴۷−۴۸ سال)) بازیکن فوتبال اهل بریتانیا بود.
از باشگاه‌هایی که در آن بازی کرده‌است می‌توان به باشگاه فوتبال واتفورد، باشگاه فوتبال استوک‌پورت کانتی، باشگاه فوتبال بلکبرن روورز، و باشگاه فوتبال منچستر یونایتد اشاره کرد.